# Episodi di Brooklyn Nine-Nine (quarta stagione)
La quarta stagione della serie televisiva Brooklyn Nine-Nine è stata trasmessa in prima visione negli Stati Uniti d'America su Fox dal 20 settembre 2016.
Il quarto episodio della quarta stagione di Brooklyn Nine-Nine, The Night Shift, rappresenta la prima parte di un crossover con New Girl, terminato con il quarto episodio della sesta stagione di quest'ultima, Homecoming.
In Italia la stagione è stata interamente distribuita su Netflix il 20 settembre 2018.
| n° | Titolo originale      | Titolo italiano             | Prima TV USA      | Pubblicazione Italia |
| -- | --------------------- | --------------------------- | ----------------- | -------------------- |
| 1  | Coral Palms Pt. 1     | Coral Palms: Parte 1        | 20 settembre 2016 | 20 settembre 2018    |
| 2  | Coral Palms Pt. 2     | Coral Palms: Parte 2        | 27 settembre 2016 | 20 settembre 2018    |
| 3  | Coral Palms Pt. 3     | Coral Palms: Parte 3        | 4 ottobre 2016    | 20 settembre 2018    |
| 4  | The Night Shift       | Turno di notte              | 11 ottobre 2016   | 20 settembre 2018    |
| 5  | Halloween IV          | Halloween IV                | 18 ottobre 2016   | 20 settembre 2018    |
| 6  | Monster in the Closet | Un mostro nell'armadio      | 15 novembre 2016  | 20 settembre 2018    |
| 7  | Mr. Santiago          | Il signor Santiago          | 22 novembre 2016  | 20 settembre 2018    |
| 8  | Skyfire Cycle         | Il ciclo del Cielo di fuoco | 29 novembre 2016  | 20 settembre 2018    |
| 9  | The Overmining        | Lo sdanneggiamento          | 6 dicembre 2016   | 20 settembre 2018    |
| 10 | Captain Latvia        | Capitan Lettonia            | 13 dicembre 2016  | 20 settembre 2018    |
| 11 | The Fugitive Part 1   | Il fuggitivo: Parte 1       | 1º gennaio 2017   | 20 settembre 2018    |
| 12 | The Fugitive Part 2   | Il fuggitivo: Parte 2       | 1º gennaio 2017   | 20 settembre 2018    |
| 13 | The Audit             | L'ispezione                 | 11 aprile 2017    | 20 settembre 2018    |
| 14 | Serve & Protect       | Serve & Protect             | 18 aprile 2017    | 20 settembre 2018    |
| 15 | The Last Ride         | L'ultima corsa              | 25 aprile 2017    | 20 settembre 2018    |
| 16 | Moo Moo               | Muu Muu                     | 2 maggio 2017     | 20 settembre 2018    |
| 17 | Cop-Con               | Convention di polizia       | 9 maggio 2017     | 20 settembre 2018    |
| 18 | Chasing Amy           | In cerca di Amy             | 9 maggio 2017     | 20 settembre 2018    |
| 19 | Your Honor            | Vostro Onore                | 16 maggio 2017    | 20 settembre 2018    |
| 20 | The Slaughterhouse    | Il mattatoio                | 16 maggio 2017    | 20 settembre 2018    |
| 21 | The Bank Job          | La rapina alla banca        | 23 maggio 2017    | 20 settembre 2018    |
| 22 | Crime and Punishment  | Delitto e castigo           | 23 maggio 2017    | 20 settembre 2018    |

## Coral Palms: Parte 1
- Titolo originale: Coral Palms Pt. 1
- Diretto da: Michael McDonald
- Scritto da: Dan Goor

### Trama
Il capitano Holt e Jake si trovano da 6 mesi in Florida, dove vivono sotto copertura. Un agente li informa che la banda di Jimmy Figgis "il macellaio" è stata sgominata, ma il boss non è stato catturato. Holt e Peralta, stanchi della vita in Florida, decidono di fare saltare la loro copertura e di fungere da esche, attirando Figgis in una trappola.

## Coral Palms: Parte 2
- Titolo originale: Coral Palms Pt. 2
- Diretto da: Trent O'Donnell
- Scritto da: Tricia McAlpin

### Trama
Jimmy Figgis "Il macellaio" arriva in città per vendicarsi di Peralta e del capitano Holt, i quali finiscono in carcere per possesso di armi.
Dopo l'evasione il capitano Holt, spinto da Peralta, telefona al sergente Jefford per chiedere aiuto alla squadra, ma il nuovo capitano del 99ºdistretto, precedentemente criticato da Amy per il suo eccessivo menefreghismo, vieta agli agenti di partire per la Florida.

## Coral Palms: Parte 3
- Titolo originale: Coral Palms Pt. 3
- Diretto da: Payman Benz
- Scritto da: Justin Noble

### Trama
Gli agenti del 99º distretto raggiungono il capitano Holt e Peralta in Florida. Jake attira Jimmy Figgis "il macellaio" in una trappola nella Fun Zone di Coral Palms, dove l'intervento del capitano Holt e di Gina si rivela decisivo per la cattura del boss.

## Turno di notte
- Titolo originale: The Night Shift
- Diretto da: Tristram Shapeero
- Scritto da: Matt Murray

### Trama
Al rientro dalla missione in Florida, il capitano Holt ed i suoi uomini vengono puniti: devono espletare il turno lavorativo notturno. Il morale degli agenti è basso: Rosa è triste perché non ha notizie di Pimento, Amy è arrabbiata con Rosa per le sue continue bugie, Jake cerca di risolvere un caso ma Charles non può aiutarlo perché deve badare al figlio adottivo. Il capitano Holt cerca di risollevare il morale della squadra, ma ogni tentativo è fallimentare.

## Halloween IV
- Titolo originale: Halloween IV
- Diretto da: Claire Scanlon
- Scritto da: Phil Augusta Jackson

### Trama
In occasione della tradizionale sfida di Halloween l'oggetto da rubare è una targa. Le squadre sono tre: Amy (vincitrice della precedente edizione) e Rosa, il capitano Holt e Charles, Jake e Gina. Terry si tira fuori dal gioco, preferendo smaltire il lavoro arretrato, ma viene sorvegliato da Hitchcock e Scully perché la squadra crede che voglia rubare la targa cogliendo gli altri di sorpresa. Grazie ad una brillante trovata è Gina ad aggiudicarsi la sfida.

## Un mostro nell'armadio
- Titolo originale: Monster in the Closet
- Diretto da: Nisha Ganatra
- Scritto da: Andrew Guest

### Trama
Nikolaj, il figlio adottivo di Boyle, non riesce a dormire perché crede che ci sia un mostro nell'armadio. Il "mostro" è in realtà Adrian Pimento, il quale è tornato in città dopo essere stato fuori sotto copertura. Quando Rosa incontra Pimento al distretto, improvvisamente i due decidono di sposarsi l'indomani. Amy, incaricata da Rosa di organizzare rapidamente il matrimonio, sceglie Charles per il menù, Terry per le acconciature, il capitano Holt per le decorazioni e Hitchcock e Scully per le sedute. Le cose non vanno però bene: Rosa, Charles e Terry si ubriacano, mentre la decorazione di palloncini del capitano Holt viene bocciata da Amy. 
Pimento desidera che Rosa indossi gli orecchini della nonna per il matrimonio, ma li ha impegnati al banco dei pegni; parte quindi con Jake e Gina per recuperarli. 
Alla fine Adrian e Rosa decidono di non sposarsi perché capiscono di avere affrettato i tempi. Hitchcock e Scully sono delusi perché sono stati gli unici a completare efficientemente l'incarico affidato da Amy, mentre il capitano Holt si prende la sua rivincita su Amy: Rosa si complimenta con lui per l'arco di palloncini realizzato attorno alla scrivania della sua stanza.

## Il signor Santiago
- Titolo originale: Mr. Santiago
- Diretto da: Alex Reid
- Scritto da: Neil Campbell

### Trama
Amy invita la squadra a trascorrere il giorno del Ringraziamento a casa sua. In questa occasione Jake conosce il padre di Amy, un ex poliziotto. Charles si occupa di cucinare il tacchino, ma Gina e Rosa si oppongono all'uccisione dell'animale. Pimento scommette i soldi del capitano Holt ad una mostra di cani, mentre Jake ed il padre di Amy sono impegnati a risolvere un vecchio caso.

## Il ciclo del Cielo di fuoco
- Titolo originale: Skyfire Cycle
- Diretto da: Michael McDonald
- Scritto da: David Phillips

### Trama
Jake e Terry indagano sulle lettere di minaccia indirizzate ad un famoso scrittore, del quale il sergente è un grande fan. Gina conquista la famiglia Boyle promettendo un fantastico viaggio ad Aruba. Amy e Rosa sono coinvolte nei problemi di coppia del capitano Holt.

## Lo sdanneggiamento
- Titolo originale: The Overmining
- Diretto da: Dean Holland
- Scritto da: Luke Del Tredici

### Trama
Il capitano Holt e Jake aiutano il nuovo capitano Stanley a risolvere un caso di droga per favorirne la promozione ed il conseguente allontanamento dal distretto, nella speranza di potere tornare ad espletare il turno lavorativo diurno. Terry e Gina si scontrano a causa di una battaglia ecologica. Charles e Rosa scoprono che il centro massaggi che frequentano è un centro di riciclaggio di denaro sporco.

## Capitan Lettonia
- Titolo originale: Captain Latvia
- Diretto da: Jaffar Mahmood
- Scritto da: Matt Lawton

### Trama
Charles e Jake sono costretti a sgominare una banda di criminali lettoni per recuperare il regalo di Natale per Nikolaj, il figlio adottivo di Boyle: capitan Lettonia. Il capitano Holt e gli altri componenti della squadra ingaggiano una sfida canora con il gruppo AMT. Mentre Scully vaga da solo per la città intonando canzoni natalizie, i colleghi lo raggiungono per cantare tutti insieme davanti alla porta della casa di Charles.

## Il fuggitivo: Parte 1
- Titolo originale: The Fugitive Part 1
- Diretto da: Rebecca Asher
- Scritto da: Carol Kolb

### Trama
La squadra è alla ricerca di nove evasi in fuga. Il capitano Holt e Rosa interrogano i testimoni dell'evasione, ma non riescono a ricavare nessuna informazione utile. Amy e Jake fanno una scommessa: chi perde dovrà andare a vivere a casa del vincitore. Amy viene aiutata da Charles, mentre Jake da Terry. L'ultimo evaso da catturare è il fratello di Doug Judy, il "bandito delle Pontiac", un vecchio nemico di Jake.

## Il fuggitivo: Parte 2
- Titolo originale: The Fugitive Part 2
- Diretto da: Ryan Case
- Scritto da: Justin Noble e Jessica Polonsky

### Trama
Il capitano Holt e Rosa scoprono che l'ultimo evaso da catturare è fuggito attraverso un tombino. Jake incontra Doug Judy per ottenere la sua collaborazione alla cattura del fratello evaso. Gina viene investita da un autobus.

## L'ispezione
- Titolo originale: The Audit
- Diretto da: Beth McCarthy Miller
- Scritto da: Carly Hallam Tosh

### Trama
Gina torna al lavoro due mesi dopo essere stata investita, cercando di dimostrare a tutti di essersi ripresa completamente, nonostante il busto che è costretta a portare. Il 99º distretto rischia di chiudere: tutto dipende dall'esito di un'ispezione. Tutti sono preoccupati perché l'ispezione è affidata a Ted, l'ex fidanzato di Amy. Dopo diversi problemi ed equivoci Ted decide di abbandonare l'incarico; l'ispezione è affidata a Veronica Hopkins, l'ex fidanzata di Terry, la quale minaccia il sergente di chiudere il distretto. 

## Serve & Protect
- Titolo originale: Serve & Protect
- Diretto da: Michael Schur
- Scritto da: Andrew Guest e Alexis Wilkinson

### Trama
Jake e Rosa si trovano sul set della loro serie TV preferita, "Serve & Protect", ad indagare sul furto di un computer portatile. 
Terry viene interrogato da Amy e Gina, che vogliono scoprire la causa della sua rottura con Veronica, per salvare il distretto dalla chiusura.

## L'ultima corsa
- Titolo originale: The Last Ride
- Diretto da: Linda Mendoza
- Scritto da: David Phillips

### Trama
Per evitare la chiusura del 99º distretto gli agenti sono alla ricerca di nuovi casi. Jake e Charles si trovano quindi coinvolti in un grosso traffico di droga. Terry perde la sfida con Hitchcock per il primato di arresti, mentre il capitano Holt fa da mentore ad Amy. 
Gina organizza scherzi, che vengono filmati e trasmessi nella sua Gina Zone, ai danni dei colleghi.

## Muu Muu
- Titolo originale: Moo Moo
- Diretto da: Maggie Carey
- Scritto da: Phil Augusta Jackson

### Trama
Terry viene fermato e maltrattato da un poliziotto mentre cerca la coperta preferita (chiamata Moo Moo) delle sue figlie. Alla base dell'atteggiamento ostile dell'agente è il pregiudizio razziale. 
Il sergente decide di presentare un esposto nei confronti dell'agente, ma il capitano Holt gli consiglia di non farlo e di pensare alla carriera: un'eventuale promozione gli permetterebbe di ottenere giustizia più facilmente. 
Amy e Jake si offrono di badare alle figlie del sergente, ma le loro domande relative al maltrattamento del padre li mette in difficoltà. 
Terry non ottiene la promozione sperata, ma il capitano Holt decide di accogliere il suo esposto perché comprende che è la cosa giusta da fare.

## Convention di polizia
- Titolo originale: Cop-Con
- Diretto da: Giovani Lampassi
- Scritto da: Andy Gosche

### Trama
Il 99º distretto partecipa ad una convention di polizia a Rochester, dove il capitano Holt sfida il capitano Jeffrey Bouchet alle elezioni del consiglio di amministrazione. Nonostante il divieto del capitano Holt, Jake organizza in segreto una grande festa durante la quale il sergente Jeffords perde il computer portatile contenente il programma elettorale del capitano Holt. Scully viene aiutato da Amy e Gina a conquistare la collega di cui si è innamorato.

## In cerca di Amy
- Titolo originale: Chasing Amy
- Diretto da: Luke Del Tredici
- Scritto da: Matt Lawton

### Trama
Amy si comporta in modo strano ed è nervosa perché deve sostenere l'esame per diventare sergente. Jake organizza una simulazione d'esame per tranquillizzarla, ma non ottiene l'effetto sperato. Infatti Scully avverte Peralta che Santiago ha abbandonato la simulazione e che nessuno riesce a trovarla. Jake e Rosa settacciano la città in cerca di Amy. Charles non accetta che Gina abbia ricevuto in eredità il lievito madre da una zia appena defunta, mentre il capitano Holt ed il sergente Jefford discutono sulla loro grande passione: i trenini.

## Vostro Onore
- Titolo originale: Your Honor
- Diretto da: Michael McDonald
- Scritto da: David Phillips e Carly Hallam Tosh

### Trama
Jake viene incaricato da Holt di indagare sul furto di gioielli a casa del giudice Louverne Holt, madre del capitano. Inizialmente i sospetti ricadono su uomo che frequenta lo stesso circolo del giudice. Jake scopre che il sospettato è l'amante della donna e che la sera del furto era in compagnia del giudice Holt. Hitchcock e Scully disapprovano il nuovo arredamento scelto da Charles, Rosa e Terry per la sala relax del distretto. Amy cerca di insegnare a Gina a cambiare le gomme dell'automobile.

## Il mattatoio
- Titolo originale: The Slaughterhouse
- Diretto da: Victor Nelli Jr.
- Scritto da: Neil Campbell

### Trama
Jake e Rosa entrano in competizione quando il loro idolo, il tenente Melanie Hawkins, offre loro un posto lavorativo nella sua squadra, il cui centro operativo è chiamato "Il mattatoio". Jake scopre che in realtà il tenente Hawkins è corrotta.

## La rapina alla banca
- Titolo originale: The Bank Job
- Diretto da: Matthew Nodella
- Scritto da: Carol Kolb

### Trama
Jake e Rosa informano il capitano Holt che il tenente Hawkins è coinvolta in rapine bancarie. Pimento aiuta Diaz e Peralta ad ottenere la fiducia del tenente Hawkins. Amy, Charles e Terry sospettano che Gina sia incinta e scoprono che il padre del bambino è Milton Boyle, un cugino di Charles. Jake e Rosa vengono incastrati dal tenente Hawkins, la quale inizialmente li recluta per una rapina ad una banca e successivamente li arresta in flagranza di reato.

## Delitto e castigo
- Titolo originale: Crime and Punishment
- Diretto da: Dan Goor
- Scritto da:Justin Noble e Jessica Polonsky

### Trama
Jake e Rosa vengono sottoposti ad un processo durante il quale risulta che abbiano ricevuto grosse somme di denaro in conti offshore. Charles e Terry incontrano degli hackers in un bar per scoprire la provenienza di questo denaro. Al processo Jake e Rosa si presentano con un teste a sorpresa, un ex collaboratore del tenente Hawkins, che potrebbe scagionarli, ma in realtà è una trappola: i due poliziotti vengono condannati dalla giuria.